# Graščina v Oplotnici
Graščina v Oplotnici stoji v središču naselja Oplotnica, na desnem bregu Oplotniščice. Enonadstropnemu poslopju so sedanjo podobo dali kartuzijani  na začetku 17. stoletja. V notranjosti ima bogato štukaturno okrašeno kapelo, posvečeno 1631. Graščina s spremljajočimi objekti stoji znotraj obzidja.
Graščino so leta 1182 v dar od vojvode Otokarja IV. Štajerskega (Traungavskega) dobili žički menihi. Po letu 1635 so kartuzijani na temelih predhodne stavbe  pozidali gospodarsko pristavo - sedanji dvorec, ki so ga imeli v posesti vse do leta 1782, ko je cesar Jožef II. v luči razsvetljenskih reform dal ukiniti kartuzijo. Leta 1826 je graščino od verskega sklada na dražbi v Gradcu kupil knez Hugo Weriand von Windischgrätz in v lasti te rodbine je bila vse do konca II. svetovne vojne oz. do leta 1945, ko je bila podržavljena.
V graščini so bila stanovanja uradnikov, ki so vodili steklarno, lesno podjetje, opekarno in upravljali s knežjimi gozdovi. Ob graščini se nahaja gospodarsko poslopje, ki ima arhitektonske značilnosti 17. stoletja, kot so arkadni loki, grebenasti oboki, graščina pa je ohranila tudi velik del obzidja.  Po letu 1945 je bila v graščini šola, nato pa stanovanja, v gospodarskem poslopju pa uprava državne žage.
Najlepši del graščine je prav gotovo kapela, posvečena leta 1639, z izjemno dobro ohranjeno štukaturo, ki spada med najkvalitetnejša tovrstna dela na slovenskem Štajerskem. Štukatura je delo italijanskih mojstrov iz let 1635-1640. Posebno mesto v kapeli pripada še kovani pregradi, ki je lep primer kovaštva iz 17. stoletja. V notranjosti so ohranjeni leseni stropovi s tramovi, kamniti portali in baročne lesene vratnice.
Sedanjo posodobljeno podobo je graščina dobila po prenovi v letih 2009 in 2010.

## Galerija fotografij
- Graščina v Oplotnici in španska jelka
- Graščina v Oplotnici
- Kapela v oplotniški graščini
- Štukiran strop kapele v oplotniški graščini